# 춘 낫
춘 낫(크메르어: ជួន ណាត; 1883년 3월 11일 ~ 1969년 9월 25일)는 캄보디아 왕국의 승려이자 고인이 된 가나 마하니까야 캄보디아 최고 총대주교였다. 그의 업적 중에는 크메르어 사전의 형태로 크메르어를 보존하려는 그의 노력이 있었다. "캄보디아의 국가" 및 "Pongsavotar Khmer"의 형태로 크메르의 정체성과 역사를 보호한 것은 국가에 대한 그의 공헌 중 하나였다. 그의 유골은 프놈펜에 있는 왓 우날롬에 묻혔다. 그의 명예는 삼뎃 상가 라자 조따냐노 춘 낫(សម្តេចព្រះសង្ឃរាជ ជួន ណាត ជោតញ្ញាណោ)이다.